# Anthidium mormonum
Anthidium mormonum är en biart som beskrevs av Cresson 1878. Anthidium mormonum ingår i släktet ullbin, och familjen buksamlarbin. Inga underarter finns listade.

## Beskrivning
Som de flesta medlemmar av släktet är arten svart med gula band på bakkroppen. Honorna har vanligen mer gult i färgteckningen än hanarna. I den nordligaste delen av utbredningsområdet är individerna klart mörkare.

## Ekologi
Anthidium mormonum lever främst i bergsterräng. Den är en generalist som besöker blommor från många familjer, som korgblommiga växter, strävbladiga växter, ärtväxter, kransblommiga växter, snyltrotsväxter, grobladsväxter, slideväxter, rosväxter, gyckelblomsväxter samt brakvedsväxter.

### Fortplantning
Arten är ett solitärt, det vill säga icke samhällsbildande bi där varje hona själv sörjer för sin avkomma. Bona inreds ofta i gamla skalbaggsgångar i yuccastjälkar eller ekstubbar där honan inrättar några få larvceller. Honan klär dessa med bomullsliknande hår hon hämtar från växter, framförallt från släktet Lepidospartum i korgblommiga växter. Håren används också för att stänga till larvbona.

## Utbredning
Utbredningsområdet omfattar stora delar av västra Nordamerika från British Columbia i Kanada söderut till Baja California i Mexiko, och österut till New Mexico, Colorado, Nebraska, Wyoming och Montana i USA.